# Raul Valença
Raul do Rego Valença (Recife, 7 de agosto de 1894 — 16 de julho de 1977) foi um compositor brasileiro.
Filho de João Bernardo do Rego Valença Filho e Maria Martins do Rego Valença, nasceu no Recife e viveu no bairro da Madalena. Sua família tinha uma relação antiga com a música e a arte. Seus avós João Bernardo do Rego Valença e Dona Ana Alexandrina do Rego Valença encenavam uma opereta natalina chamada de O Presépio dos Irmãos Valença desde 1865, no sítio deles próprios. O presépio continua a ser representado ainda hoje pela família Valença.
Iniciou seus estudos de violão com o professor Cândido Filho em 1914, depois passando a estudar por conta própria. Juntamente com seu irmão João Valença, forma a dupla de compositores pernambucanos conhecida como os Irmãos Valença. Com 10 anos, iniciou o aprendizado de violão de forma autodidata.
Pertencente a família que cultuava a música, formou um grupo familiar para encenar peças teatrais e musicais em 1924, denominado Grêmio Familiar Madalenense.
A canção de maior destaque que compôs junto de seu irmão foi a marcha carnavalesca Mulata que foi muito tocada em diversos clubes do Recife. Em 1932, o músico carioca Lamartine Babo gravou a marcha mantendo o estribilho, alterando a introdução  e a segunda parte, tanto na letra quanto na música, mudando também o título para  O teu cabelo não nega, marcha que obteve grande sucesso no carnaval carioca de 1932, ocasionando uma disputa jurídica vencida pelos irmãos, obrigando a gravadora RCA Victor a modificar todos os selos dos discos, além de pagar uma indenização de 40 contos de réis. Porém, por acordo, Lamartine Babo dividiu os créditos de autoria, pondo seu nome em primeiro lugar, dando a impressão de que os verdadeiros autores seriam apenas coadjuvantes.
Além das inúmeras composições da dupla, feitas em parceria com João, Raul também compôs outras músicas, entre as quais:
- Xique-xique-bum' - frevo-canção
- Rainha dos Palmares - maracatu.